# Max Fenger
Max Johannes Whitta Fenger (Himmelev, 7 agosto 2001) è un calciatore danese, attaccante dell'IFK Göteborg.

## Caratteristiche tecniche
È un centravanti.

## Carriera
Cresciuto nel settore giovanile dell'Odense, debutta in prima squadra il 1º giugno 2020 in occasione dell'incontro di Superligaen perso 1-0 contro l'Aarhus. La sua prima rete arriva il successivo 11 luglio, in occasione della sconfitta esterna per 2-1 contro il Randers FC valida per gli spareggi per raggiungere un posto in UEFA Europa League. La sua prima stagione in prima squadra si conclude con 10 presenze e 4 reti, tutte segnate nella fase di qualificazione alle coppe europee. La sua annata seguente viene compromessa da un infortunio al ginocchio occorsogli l'8 novembre 2020 sul campo del Brøndby. Ciò lo costringe ad un'assenza di cinque mesi. Nella primavera del 2022, insieme alla squadra, raggiunge la finale della coppa nazionale persa però ai rigori contro il Midtjylland: nell'occasione, Fenger subentra nel corso del secondo tempo. Dopo aver collezionato cinque presenze (di cui solo una da titolare) nelle prime otto giornate della Superligaen 2022-2023, è nuovamente vittima di problemi fisici con un nuovo infortunio al ginocchio.
Il 23 marzo 2023, a più di sei mesi e mezzo dall'ultima partita ufficiale all'attivo, passa in prestito agli svedesi del Mjällby attraverso un prestito valido fino al successivo 31 luglio. Prima della scadenza, il Mjällby comunica di aver esteso il prestito fino alla fine del 2023. Fenger scende in campo in tutte e 30 le partite del Mjällby dell'Allsvenskan 2023, risultando anche il miglior marcatore della squadra con 6 reti.
Scaduto il prestito al Mjällby, nel gennaio 2024 torna ad essere ufficialmente un giocatore dell'Odense, con cui disputa la rimanente parte della stagione 2023-2024, che ha visto i biancoblù retrocedere, e la prima parte della stagione 2024-2025, trascorsa appunto nella seconda serie danese.
Nel febbraio 2025 è stato acquistato a titolo definitivo dall'IFK Göteborg prima dell'inizio dell'Allsvenskan 2025. Ha firmato un contratto triennale, scegliendo la maglia numero 9.

## Statistiche
Statistiche aggiornate al 14 maggio 2021.

### Presenze e reti nei club
| Stagione        | Squadra         | Campionato      | Campionato | Campionato | Coppe nazionali | Coppe nazionali | Coppe nazionali | Coppe continentali | Coppe continentali | Coppe continentali | Altre coppe | Altre coppe | Altre coppe | Totale | Totale | Totale |
| Stagione        | Squadra         | Comp            | Pres       | Reti       | Comp            | Pres            | Reti            | Comp               | Pres               | Reti               | Comp        | Pres        | Reti        | Pres   | Reti   |        |
| --------------- | --------------- | --------------- | ---------- | ---------- | --------------- | --------------- | --------------- | ------------------ | ------------------ | ------------------ | ----------- | ----------- | ----------- | ------ | ------ | ------ |
| 2019-2020       | Odense          | SL              | 10         | 4          | CD              | 0               | 0               |                    | -                  | -                  |             | -           | -           | 10     | 4      |        |
| 2020-2021       | Odense          | SL              | 15         | 1          | CD              | 0               | 0               |                    | -                  | -                  |             | -           | -           | 15     | 1      |        |
| Totale carriera | Totale carriera | Totale carriera | 25         | 5          |                 | 0               | 0               |                    | 1                  | 0                  |             | -           | -           | 25     | 5      |        |